# Violone
Le terme violone vient de l’italien et signifie « grande viole ». Historiquement, il désigne un « instrument grave à cordes frottées », qui peut être à trois, quatre, cinq ou six cordes accordées régulièrement ou irrégulièrement en tierce, quarte ou quinte, en 8’ ou en 16’ (soit à la même octave que le violoncelle ou que la contrebasse) et ressembler à un gros violon ou une grande viole. 
Suivant les périodes et les lieux, l'instrument exact désigné par ce terme peut varier fortement.
Le violone en sol (sol, do, fa, la, ré, sol) est, aux XVIe et XVIIe siècles, l’instrument basse de la famille des violes. Il sonne en 8’ pieds, c’est-à-dire à la même octave que le violoncelle. Il est accordé une quinte en dessous de la basse de viole et est l’instrument idéal pour la partie de basse d’un consort renaissance (en Angleterre par exemple) ou d’une basse continue baroque. Il a également un rôle d’instrument soliste dans la musique italienne du début XVIIe siècle et allemande durant tout le XVIIe siècle. Il sera supplanté par la basse de viole et surtout le violoncelle à la fin du XVIIe siècle avec l’invention de la corde en boyau filé qui permet d'obtenir les mêmes graves avec des cordes plus courtes, sur un instrument de plus petite taille et donc plus maniable. 
Johann Sebastian Bach dans ses compositions à Coethen, Weimar et Mulhausen, utilise le violone en sol pour ses qualités sonores : un son puissant et large, capable de soutenir tout un ensemble, voire un petit chœur.
Le violone en ré (ré, sol, do, mi, la, ré) est utilisé plus rarement et est l'instrument contrebasse de la famille des violes. C'est une viole qui sonne à l'octave inférieure de la viole de gambe en ré. Il est utilisé par exemple dans l'Orfeo de Claudio Monteverdi.
Violone désigne aussi à la fin du XVIIe siècle, en Italie, un instrument à quatre cordes accordé en quintes, soit le violoncelle ou la basse de violon. Par exemple dans les sonates pour violon d'Arcangelo Corelli. Cette acception du terme est peu fréquente.
Enfin, essentiellement au XVIIIe siècle, violone signifie aussi contrebasse ou du moins désigne un instrument qui sonne en 16 pieds, soit une octave plus bas que le violoncelle. C'est par exemple pour le violone viennois, un instrument à cinq cordes (fa, la, ré, fa#, la) que seront écrits tous les concerti pour contrebasses de Vanhal, Dittersdorf ou le célèbre air de concert pour basse, violone et orchestre de Mozart, Per questa bella mano.
Aujourd'hui, les différents types de violones sont jouées par les musiciens spécialisés en musique ancienne. Si un grand nombre jouent la contrebasse baroque ou classique, peu d'entre eux se spécialisent en violone en sol ou en ré.